# Mount Langway
Mount Langway är ett berg i Antarktis. Det ligger i Västantarktis. Inget land gör anspråk på området. Toppen på Mount Langway är 760 meter över havet, eller 446 meter över den omgivande terrängen. Bredden vid basen är 6,6 km.
Terrängen runt Mount Langway är huvudsakligen kuperad. Trakten är obefolkad. Det finns inga samhällen i närheten.